# ミシシッピ川流域戦線

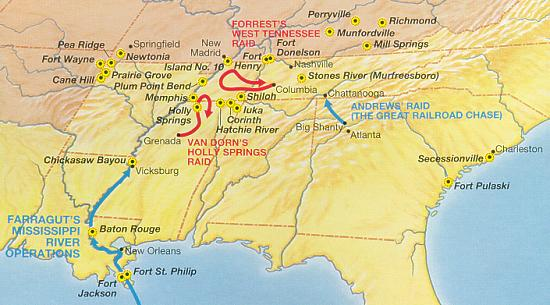
ミシシッピ川流域戦線の1862年の動き（西部戦線も含む）

南北戦争のミシシッピ川流域戦線（英:Trans-Mississippi Theater of the American Civil War）は、アメリカ合衆国のミシシッピ川から西の地域で北軍と南軍が激突した戦線であり、海軍の交戦も含まれる。南北戦争の主戦場となった東部戦線や西部戦線とは地理的に離れていたので、小規模の戦闘が行われただけで、戦争全体の趨勢にはほとんど影響していない。南軍はあちこちで攻勢を試みたが、この方面に大きな戦力を割くことができず、最終的にはテキサス州1州のみが残った。
アメリカ合衆国国立公園局（NPS）によって作られた作戦の分類では、本稿で使うものよりも詳細になっている。NPS分類の小さなものは省略するか、大きな作戦の中に組み込んだ。NPS分類にあるこの戦線での75の戦闘のうちほんの幾つかを記述することになる。

## ミシシッピ川流域軍

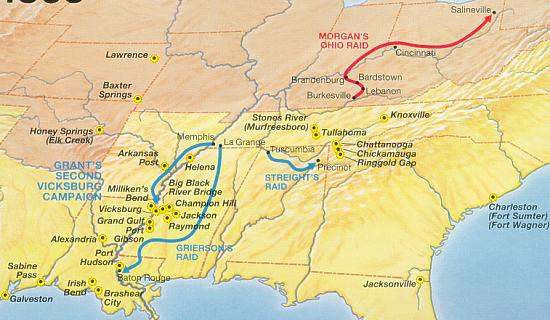
ミシシッピ川流域戦線の1863年の動き（西部戦線も含む）

南軍のミシシッピ川流域軍は1862年5月26日に結成された。ミシシッピ川から西のミズーリ州、アーカンソー州、テキサス州、インディアン準州（今日のオクラホマ州）およびルイジアナ州の部隊で構成された。これには既に1月10日に結成されていたミシシッピ川流域地区軍（第2方面軍）が吸収された。この地区軍にはルイジアナ州のレッド川より北部、インディアン準州、およびミズーリとアーカンソーの各州が含まれ、アーカンソー州セントフランシス郡からミズーリ州スコット郡より東は外れていた。合成軍の本部はルイジアナ州シュリーブポートとテキサス州マーシャルに置かれた。

### 指揮官
南軍の指揮官と在任期間
- アール・ヴァン・ドーン少将（1862年1月10日-5月23日）
- ポール・O・エベール准将（1862年5月26日-6月20日）
- ジョン・マグルーダー少将（1862年6月20日に指名されたが拝命せず）
- トマス・C・ハインドマン少将（1862年6月20日-7月16日）
- セオフィラス・H・ホームズ少将（1862年7月30日-1863年2月9日）
- エドマンド・カービー・スミス中将（1863年3月7日-1865年4月19日）
- サイモン・B・バックナー中将（1865年4月19日-4月22日）
- エドマンド・カービー・スミス大将（1865年4月22日-1865年5月26日）

## アリゾナ州とニューメキシコ州
1861年、南軍は現在のアリゾナ州とニューメキシコ州（当時は準州）に部隊を派遣して成功した。これら準州の南部に住む住民は自分達の脱退条例を採択し、まだその地に留まっている北軍の排除のために、近くのテキサス州に駐屯している南軍の力を借りたいと要請した。アリゾナ準州のアメリカ連合国領有は、ニューメキシコ準州でのメシラの戦いで勝利し、北軍の幾つかの部隊を降伏させた後、ジョン・ベイラー大佐によって宣言された。南軍は領土北部の制圧には失敗し、北軍がカリフォルニア州から援軍を送ってきた1862年には完全にアリゾナ準州から撤退した。
グロリエタの戦いは、戦いに参加した戦力も損失も小さな（北軍の損失は140名、南軍は190名）戦闘であったが、問題は大きく、戦闘の結果は決定的であった。グロリエタで止められていなければ、南軍はユニオン砦やデンバーを占領できた可能性がある。あるテキサス人は「もしもパイクスピークの悪魔がいなければ、この国は我らのものだったろう」と述懐した。
この小さな戦闘で南軍はニューメキシコやさらに西の領土を占領する可能性が無くなった。4月、カリフォルニア州の北軍志願兵隊がピカチョ峠の戦いでアリゾナ準州に残っていた南軍を追い出した。東部ではまだその後の3年余も戦争が続いたが、南西部での戦争は終わった。

## ミズーリ州
ミズーリ州は高度に組織され好戦的な脱退運動が起こった奴隷州であったが、1850年代にカンザスで反奴隷制勢力と戦った奴隷制擁護派の「ボーダー・ラフィアンズ」がいたせいか、北軍側に付く者が2対1ないし3対1の比率で多かった。アメリカ連合国寄りのクレイボーン・F・ジャクソン知事とスターリング・プライス将軍が指揮する小さな州兵隊は、ベンジャミン・マカロック将軍指揮する南軍と合流した。ウィルソンズ・クリークの戦いと第一次レキシントンの戦いでの勝利の後、1862年2月に北軍が大軍で到着して、南軍はミズーリ州から追い出され、3月7日と8日のアーカンソー州におけるピーリッジの戦いでの敗北により、完全に締め出されてしまった。
その後はミズーリ州で破壊活動を行うためのゲリラ戦が始まった。一般に「ブッシュワッカー」（山賊）と呼ばれる南軍の徒党が北軍や北側の州兵を襲って戦った。多くの戦いはミズーリ州住民の異なる党派の間で戦われ、どちらも市民に対して大規模な残虐行為を行い、強制退去から殺人まであった。歴史家達の推計では、戦争中の州内の人口は3分の2まで落ちた。生き残った者も逃亡するか、敵対する者に追い出された。ブッシュワッカーの最も残酷な指導者、ウィリアム・クァントリルやウィリアム・"ブラッディビル"・アンダーソンは国民的悪人になった。彼らに従った者達は、ジェシー・ジェイムズやその弟フランク・ジェイムズ、およびコール・ヤンガー兄弟が首領となって、戦後16年間も武装したまま強盗や殺人を続けた（ジェイムズ＝ヤンガー・ギャング）。

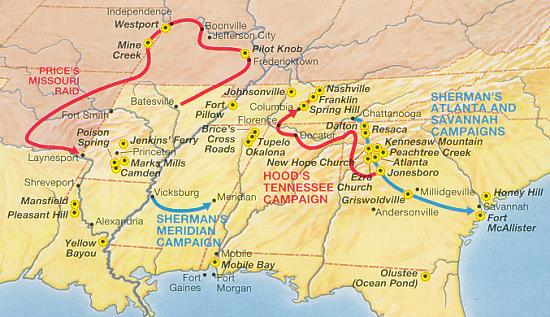
プライスの襲撃（左上の赤い矢印）とフッドのフランクリン・ナッシュビル方面作戦（右の赤い矢印）、1864年

南北戦争の終盤1864年9月から10月、スターリング・プライスの率いる騎兵を中心としたミズーリ軍12,000名がミズーリ州とカンザス州を襲って回ったが、1ヶ月にわたる一連の戦闘でプライス軍は疲弊し無力化された（プライスの襲撃）。

## テキサス州およびルイジアナ州
北軍は、1862年から終戦まで何度かテキサス州やルイジアナ州のミシシッピ川流域を支配することを試みた。特にテキサス州はそれより東側の港が封鎖または占領されたが、封鎖ランナーの天国になった。テキサス州や西部ルイジアナ州はアメリカ連合国の「後出口」と呼ばれ、収穫された綿花は陸路メキシコ国境の町タマウリパス州マタモロスに送られ、そこから物資と交換にヨーロッパに船積みされた。
北軍はこの貿易を阻止するために何度かテキサス侵攻を試みたが不成功に終わった。南軍はガルベストンや第二次サビーンパスの戦いに勝利し、侵略軍を撃退した。西部ルイジアナ州に向けた北軍のレッド川方面作戦はマンスフィールドの戦いで敗れて損失を出し、アメリカ連合国の降伏まで実質的に最後の侵略が終わった。歴史家のジェフリー・プルシャンキンに拠れば、カービー・スミスの「自尊心、まずい判断および軍事的な技術の欠如」により、リチャーﾄﾞ・テイラー将軍が勝利を得る機会を逃し、ミシシッピ川から東の軍事的また政治的立場に大きな影響を与えられなかったと主張している 。
この地域は東部の戦線と離れていたので、1865年4月にリー将軍が降伏した後も数ヶ月間、規模は小さいながら戦闘が続いた。南北戦争の最後の戦いはテキサス州南部のパルメット農場の戦いであり、南軍が勝った。

## インディアン準州
インディアン準州は今日のオクラホマ州の大半を占めており、戦争の30年以上前にインディアンが強制移住させられて後、合衆国南東部の先住民族のために取って置かれた非自治領域だった。この地域では数多くの小戦闘と7つの公式に認められた戦闘があった。それらには南軍と同盟した先住民族、北軍に忠実な先住民族および南軍と北軍の部隊が関わった。北軍ジェイムズ･G・ブラント将軍に率いられたインディアン準州を確保する作戦は1863年7月17日のハニースプリングスの戦いが頂点だった。ブラントの軍隊は先住民の戦士も含んでいたが、北軍は先住民を正規軍に取り込むことは無かった。先住民の土地から南軍に徴兵された将兵は7,860名になり、主にチェロキー族、チカソー族、チョクトー族、クリーク族およびセミノール族から採用された。これら先住民の中で、スタンド・ワティー准将は南軍がこの地域を放棄した後も、その第1チェロキー騎馬ライフル連隊を率いてインディアン準州内の北軍基地を襲った。ワティーは1865年6月25日に降伏し、最後の南軍将軍になった。